# Viés de resultado
O viés de resultado é um erro cometido na avaliação da qualidade de uma decisão quando o resultado dessa decisão já é conhecido. Especificamente, o efeito do resultado ocorre quando o mesmo "comportamento produz mais condenação ética quando produz um resultado ruim em vez de bom, mesmo que o resultado seja determinado por acaso."
Embora semelhante ao viés de retrospectiva, os dois fenômenos são marcadamente diferentes. O viés de retrospectiva se concentra na distorção da memória para favorecer o ator, enquanto o viés de resultado se concentra exclusivamente em ponderar o resultado passado mais pesado do que outras informações para decidir se uma decisão passada foi correta.